# 約翰一世 (瑞典)
約翰·斯渥克爾松（瑞典語：Johan Sverkersson；約1201年—1222年3月10日），被後世人稱為約翰一世。斯渥克爾王朝的瑞典國王（1216年－1222年在位）。斯渥克爾王朝開創者斯渥克爾一世的曾孫、卡爾七世的孫子、斯渥克爾二世與福爾孔家族的比爾布沙的女兒英格耶德·比爾耶斯多塔之子。

## 生平
1196年，埃里克王朝的克努特一世逝世，他的兒子全是小孩，父親斯渥克爾二世竟然因獲得權貴比爾布沙的支持在沒有爭論的情況下被選為國王，而斯渥克爾二世亦於其後與比爾布沙的女兒英格耶德·比爾耶斯多塔結婚。1202年，比爾布沙逝世，斯渥克爾二世將公爵之位傳給約翰·斯渥克爾松以加強他的繼承人地位。1203年，克努特一世的四名兒子因為要求王位繼承權而被斯渥克爾二世逐出瑞典出走挪威，從此斯渥克爾二世的王位不穩。1205年，在挪威的反對派支持下克努特一世的兒子們回國展開王位爭奪戰，但是他們在艾爾加羅斯之戰中被斯渥克爾二世打敗，除了埃里克十世，其餘三人被殺。其後終於在1208年1月31日發生的萊納之戰被挪威支持的埃里克十世打敗，斯渥克爾二世被廢黜及流放丹麥。斯渥克爾二世在教皇諾森三世及丹麥的支持下回國爭位，但是在1210年在耶斯蒂爾倫之戰陣亡。
1216年，埃里克十世因為感冒突然在維辛索病逝，他的兒子埃里克·埃里克松仍未出生，瑞典貴族違反教皇由埃里克·埃里克松繼承王位的的意願，讓約翰·斯渥克爾松成為國王。1219年，約翰·斯渥克爾松被加冕為國王約翰一世。1220年，外祖父比爾布沙的弟弟卡爾率領軍隊遠征愛沙尼亞的萊內縣，但是於1220年8月8日在利胡拉之戰被打敗及戰死，此後300年瑞典不敢入侵愛沙尼亞。1222年3月10日，約翰一世在維辛索病逝，未婚無嗣，斯渥克爾王朝因此斷絕，由年僅6歲的埃里克·埃里克松被選為國王。